# Drahonín
Drahonín é uma comuna checa localizada na região de Morávia do Sul, distrito  de Brno-Venkov.
Está localizada na Montanhas de Svratka, aproximadamente 13 quilômetros de Tišnov. Atualmente (2020) 128 habitantes vivem aqui.

## População
| 1869 | 1880 | 1890 | 1900 | 1910 | 1921 | 1930 | 1950 | 1961 | 1970 | 1980 | 1991 | 2001 | 2011 | 2020 |
| ---- | ---- | ---- | ---- | ---- | ---- | ---- | ---- | ---- | ---- | ---- | ---- | ---- | ---- | ---- |
| 311  | 309  | 305  | 279  | 264  | 276  | 275  | 200  | 181  | 170  | 142  | 130  | 119  | 119  | 128  |

## Pontos de Referência
- Capela Cristo Rei de 1935
- Ruínas do Castelo Košíkov